# Alvorada d'Oeste
Alvorada d'Oeste är en kommun i Brasilien.   Den ligger i delstaten Rondônia, i den centrala delen av landet, 1 700 km väster om huvudstaden Brasília. Antalet invånare är 16 864.
Omgivningarna runt Alvorada d'Oeste är huvudsakligen savann. Runt Alvorada d'Oeste är det mycket glesbefolkat, med 6 invånare per kvadratkilometer.